# Ioanna Zacharaki

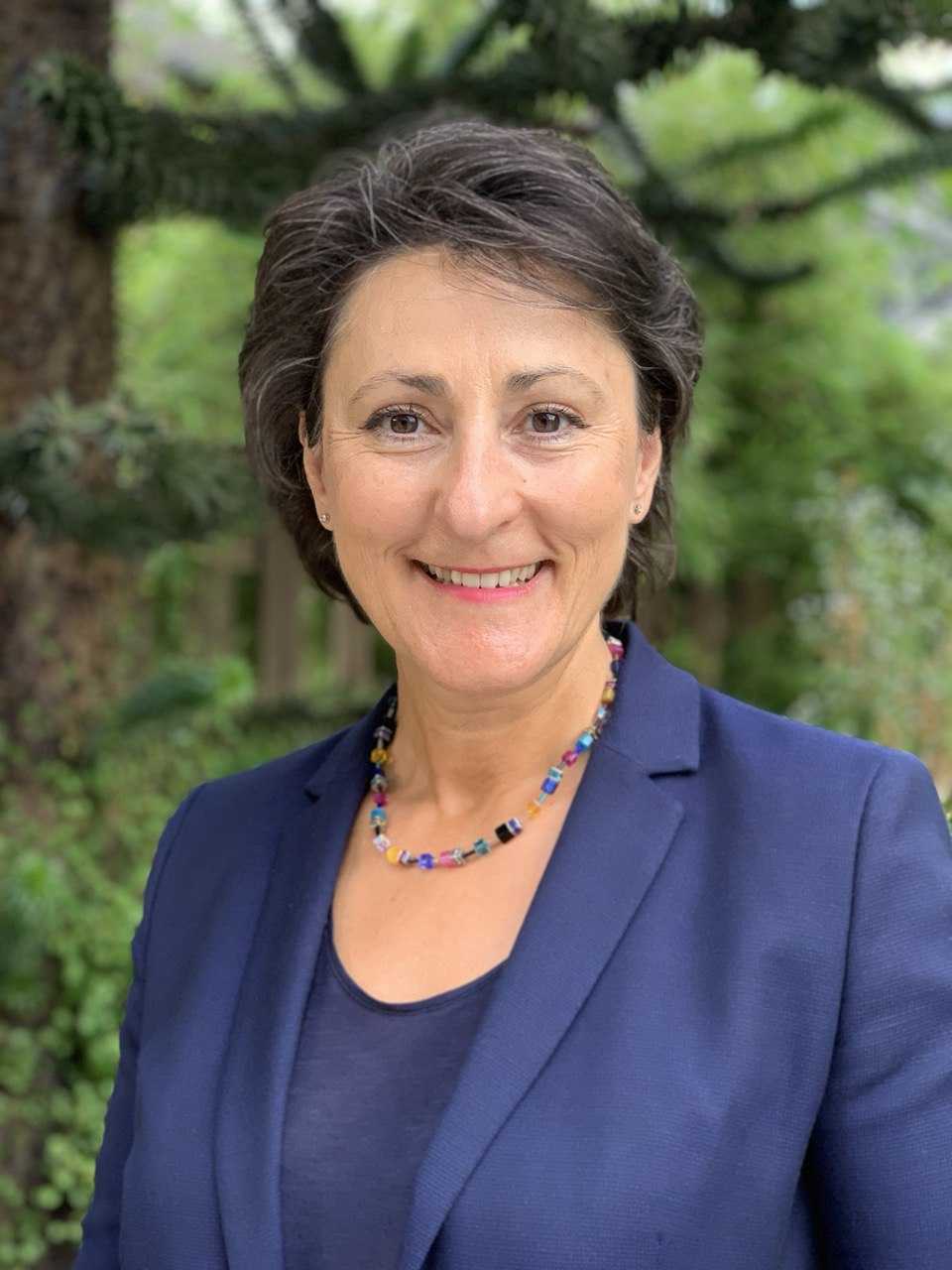
Ioanna Zacharaki, die ehrenamtliche Bürgermeisterin der Stadt Solingen

Ioanna Zacharaki (* 19. Juli 1963 in Chrysomilia Trikalon, Griechenland) ist eine deutsch-griechische Politikerin (SPD) und seit 2020 ehrenamtliche Bürgermeisterin der Stadt Solingen. Im Jahr 2019 erhielt sie für ihre politische Aktivität und ihr humanitäres Engagement das Bundesverdienstkreuz.

## Privates
Ioanna Zacharaki wurde im griechischen Bergdorf Chrysomilia geboren. Als Ioanna Zacharaki acht Jahre alt war, kam ihre Mutter im Rahmen des Gastarbeiteranwerbs Anfang der 70er Jahre nach Aachen. Im Jahr 1978 kam auch ihr Vater nach Deutschland, sodass Ioanna Zacharaki im Alter von 15 Jahren bereits eigenverantwortlich war. Nach Beendigung ihres Abiturs in Kalambaka, folgte sie ihren Eltern nach Deutschland. Sie studierte Soziologie und Germanistik an der RWTH Aachen und erhielt im Jahr 1987 ihren Hochschulabschluss.
Sie ist verheiratet und hat zwei Töchter.

## Berufliche Tätigkeit
Ioanna Zacharaki ist Referentin für die Themenfelder Migration und Flucht beim Diakonischen Werk Rheinland-Westfalen-Lippe. Außerdem ist sie Lehrbeauftragte an der Evangelischen Hochschule RWL in Bochum. Im Rahmen dieser Tätigkeit brachte sie im Wochenschau Verlag folgende Bücher heraus: Interkulturelle Kompetenz Fortbildung – Transfer – Organisationsentwicklung, Praxishandbuch Interkulturelle Kompetenz vermitteln, vertiefen, umsetzen und Praxishandbuch Interkulturelle Kompetenz Handbuch für soziale und pädagogische Berufe.
Im Jahr 2015 gründete sie die AXION-Akademie der Werte, eine gemeinnützige Bildungseinrichtung, die sich für eine werteorientierte Bildungsarbeit einsetzt. In Kooperation mit der Bergischen Universität Wuppertal und Schulen in der Region finden curricular verankerte Projekttage für Schüler statt.

## Politische Karriere
Seit 1999 ist Ioanna Zacharaki Stadträtin der SPD in Solingen. Die Germanistin und Soziologin ist in verschiedenen Gremien des Stadtrates, insbesondere im Sozialen-, im Migrations- und im Bildungsbereich tätig und wirkt als Fachexpertin für Flucht, Migration und Integration in verschiedenen Landes- und Bundesgremien mit.
Sie ist beratendes Mitglied im Fraktionsvorstand der SPD Solingen und migrationspolitische Sprecherin. Außerdem ist sie Mitglied im Ausschuss für Schule- und Weiterbildung, Mitglied im Zweckverband der Bergischen VHS und Sprecherin des Frauenforums Solingen.

### Wahl zur ehrenamtlichen Bürgermeisterin
Im Jahr 2020 wurde sie neben Thilo Schnor (Die Grünen) und Carsten Voigt (CDU) zur dritten ehrenamtlichen Bürgermeisterin der Stadt Solingen gewählt.

### Europaweites Engagement
Ioanna Zacharaki ist derzeit die Vorsitzende des Netzwerks griechisch-stämmiger Kommunalpolitiker in Europa, Iniochos. Im Rahmen dieser Position sprach sie schon mehrmals vor dem
griechischen Parlament in Athen.

## Sonstiges
Im Jahr 1994 gründete sie gemeinsam mit ihrem Ehemann und der deutsch-griechischen Elterninitiative den Kindergarten ESTIA, der einen bilingualen Ansatz verfolgt.
Seit 2015 engagiert sie sich ehrenamtlich in der Geflüchtetenhilfe auf Lesbos. Im Jahr 2020 wurde dieses Engagement mit dem Agenda-Preis der Stadt Solingen ausgezeichnet. Ioanna Zacharaki gehört darüber hinaus dem fachlich-beratenden Aufsichtsrat der UNO-Flüchtlingshilfe an.
Im Jahr 2019 erhielt sie für ihre politische Aktivität und ihr humanitäres Engagement das Bundesverdienstkreuz.
2021 wurde Ioanna Zacharakis Familiengeschichte und die Erfahrungen ihrer Mutter Sofia Zacharaki, die als sogenannte "Gastarbeiterin" nach Deutschland kam im Rahmen der "VorOrt: Fotogeschichten zur Migration" im Museum Ludwig in Köln ausgestellt.